# جاي س. بيرسون
جاي س. بيرسون (بالإنجليزية: J. C. Pearson)‏ هو لاعب كرة قدم أمريكية أمريكي، ولد في 17 أغسطس 1963 في أوسيانسيدي في الولايات المتحدة.

## وصلات خارجية
- جاي س. بيرسون على موقع مرجع كرة القدم المحترفة.كوم (الإنجليزية)